# Julianatop
Der Julianatop ist der höchste Berg in Suriname im Distrikt Sipaliwini. Bis zur Unabhängigkeit Surinames von den Niederlanden war der Julianatop der höchste Punkt im niederländischen Königreich.
Er ist 1280 Meter hoch und befindet sich im zentral gelegenen Wilhelminagebirge, südlich des 4. Breitengrades zwischen den westlichen und östlichen Flussgabelungen des Lucie-Flusses. Der Berg ist außerdem Bestandteil des Zentral-Suriname-Naturschutzgebietes und steht seit dem Jahr 2000 auf der Liste der UNESCO-Welterbestätten.
Der Berg wurde nach Prinzessin Juliana der Niederlande benannt.